# 泰晤士世界歷史地圖集
泰晤士世界歷史地圖集（英語：The Times Atlas of World History）是泰晤士圖書公司（Times Books Limited）出版的一本世界歷史地圖集。由英國前牛津大學講座教授杰弗里·巴勒克拉夫（Geoffrey Barraclough）編寫。中文版由三聯書店出版。

## 內容
該地圖集共有七篇，收集由公元前三千年到1975年的世界歷史地圖共600多幅。
- 1 早期人類的世界（The world of early man）
- 2 最初的文明（The first civilisations）
- 3 歐亞的古典文明（The classical civilisations of Eurasia）
- 4 劃分為地區的世界（The world of divided regions）
- 5 新興的西方世界（The world of emerging West）
- 6 歐洲統治時期（The age of European dominance）
- 7 全球文明時代（The age of global civilisation）

## 外部連結
- 泰晤士世界历史地图集 （页面存档备份，存于）